# المقر الرئيسي لبنك الأمة الأرجنتينية
المقر الرئيسي لبنك الأمة الأرجنتينية ((بالإسبانية: Casa Central del Banco de la Nación Argentina)‏)، وأحيانًا يُشار إليه محليًا بـ "Banco Nación Casa Central"، هو مبنى بنكي أثري بجانب بلازا دي مايو، حيث يعتبر من الموقع الأصيلة لبوينس آيرس وشهد على الأحداث الكبرى في تاريخ البلاد.
تم تصميمه بواسطة المعماري الأرجنتيني الشهير أليخاندرو بستيلو على الطراز الكلاسيكي الحديث الفرنسي، تم افتتاح المبنى عام 1944 بمساحة 100,000 متر مربع (1,100,000 قدم2).

## التاريخ
يقع المقر الرئيسي في حي سان نيكولاس بوينس آيرس مكان مبنى مسرح كولون الأول وتم شراؤه من قبل الحكومة الوطنية في عام 1888 وبعد ذلك تم تخصيصه للمكاتب الرئيسية للبنك المُنشأ حديثًا. تمت إعادة تشكيل الصرح عام 1910 من قبل المهندس المعماري أدولفو بوتنر ليتناسب بشكل أفضل مع دوره الجديد.
في عام 1938 قدم أليخاندرو بستيلو تصميم منشأ جديد أكبر بكثير على مساحة 100,000 متر مربع (1,100,000 قدم2) وتم بناؤه على مرحلتين بين عامي 1940 و1955.
المبنى هو أيضا مقر معرض فنون أليخاندرو بستيلوالتي أُنشيء عام 1971، وكذلك متحف تاريخي ومتحف للعملات.